# Mutantes: Promessas de Amor
Mutantes: Promessas de Amor é uma telenovela brasileira produzida e exibida pela RecordTV entre 24 de março e 3 de agosto de 2009 em 105 capítulos, substituindo Os Mutantes: Caminhos do Coração e antecedendo Bela, a Feia, sendo a última parte da trilogia Mutantes. É a 13.ª novela exibida pela emissora desde a retomada da dramaturgia em 2004. Escrita por Tiago Santiago, com colaboração de Altenir Silva, Emílio Boechat, Gibran Dipp, Maria Cláudia Oliveira, Maria Mariana, Vívian de Oliveira e Waldir Leite, sob direção de Daniel Ghivelder, Guto Arruda Botelho, Hamsa Wood, Régis Faria e Patricia Faloppa e direção geral de Alexandre Avancini.
Conta com Renata Dominguez, Luciano Szafir, Bianca Castanho, Léo Rosa, Maytê Piragibe, Marcos Pitombo, Juan Alba e Julianne Trevisol nos papéis principais.

## Produção
Tiago Santiago entregou a sinopse de uma terceira temporada da saga Mutantes em agosto de 2008, a qual formaria uma trilogia. Até novembro a telenovela ainda não havia sido confirmada, tendo a possibilidade de colocá-la no ar apenas em 2010, dando uma pausa entre a segunda e terceira parte com outra telenovela para não saturar a história. Em dezembro, porém, foi confirmada que a terceira telenovela da saga seria realmente produzida e entraria no ar em março de 2009, seguida do final de Os Mutantes: Caminhos do Coração, tendo como a principal meta a renovação da maioria parte do elenco.
As primeiras cenas da novela, com a morte de Drª. Julia, foram gravadas em Foz do Iguaçu, no Paraná, utilizando as cataratas como pano de fundo. As cenas externas durante toda a exibição da novela foram filmadas em Petrópolis, na região serrana do Rio de Janeiro.

### Escolha do elenco
Originalmente os planos eram que Bianca Rinaldi e Leonardo Vieira continuassem como protagonistas, porém como a atriz ficou grávida no final de 2008, o autor teve que modificar os planos e incluir outro casal principal, sendo que com isso Leonardo acabou tendo que deixar a trama também. Luana Piovani foi convidada para interpretar a nova protagonista, porém não chegou a um acordo sobre o salário. Renata Dominguez e Luciano Szafir foram anunciados como protagonistas em 23 de janeiro de 2009.

### Mudança nos temas e problemas
"Depois da ficção científica com linguagem de histórias em quadrinhos, vamos investir mais no realismo e nos temas humanos"

— Tiago Santiago, antes da estreia, sobre tentar mudar o foco da trilogia.
Segundo o autor, a ideia era amenizar as histórias dos mutantes para não explora-la até o último recurso, apostando principalmente em histórias mais românticas com um tradicional triângulo amoroso central, além de aproveitar o fato do elenco jovem estar entrando na adolescência para abordar temas como primeiro amor e conflitos escolares, fato com que fez que a trama fosse assinada apenas como Promessas de Amor. Tiago também citou que a mudança seria para atingir o público mais velho que não acompanhava a trama até então por considerada-la voltada apenas ao infanto-juvenil e angariar um nicho que não havia se identificado com a história de Caminho das Índias, da Rede Globo.
Apesar da aposta inicial em temáticas mais realistas, a audiência de Promessas de Amor caiu gradativamente desde a estreia e pesquisas realizadas pela emissora após um mês no ar mostraram que o público havia rejeitado a história principal – de Sofia, Amadeu, Nestor e Armanda. Tiago teve que reescrever boa parte dos capítulos e, a partir de maio, a trama romântica passou para segundo plano, enquanto os mutantes e as histórias de ficção-científica voltaram a se tornar o principal foco da novela, além de serem adicionados novos atores no elenco interpretando seres com novas mutações. O nome da novela foi alterado para Mutantes: Promessas de Amor e um novo logo incorporado. A queda de audiência foi estabilizada, porém a novela não voltou a crescer ou atingir os números atingidos pelas duas primeiras partes, uma vez que o público já havia desistido de acompanha-la, além de pesquisas da emissora apontarem que a história dos protagonistas era vista como "irritante" e "aleatória" segundo o público, uma vez que não tinham ligação nenhuma com os mutantes e ficava deslocada dentro da trama, aparentando serem duas novelas distintas dentro do mesmo local.
Além disso, Promessas de Amor, que era programada para ter em torno de 200 capítulos como as duas primeiras partes e terminar no final de 2009, foi encurtada para apenas 105 e terminou em 3 de agosto com apenas quatro meses no ar, o que fez com que sua substituta tivesse que ser rapidamente adiantada.

## Enredo
Após a Lei Anti-Mutante ser aprovada, todos os mutantes tem que fugir e reprimir seus poderes para não serem presos ou mortos. Temendo pela segurança dos jovens da Liga do Bem, Érica (Andréa Avancini) e Pepe (Perfeito Fortuna) se mudam para Petrópolis e fingem serem pais de Vavá (Cássio Ramos), Eugênio (Pedro Malta), Anjinha (Júlia Maggessi), Clara (Shaila Arsene), Ágata (Juliana Xavier) e Aquiles (Sérgio Malheiros), que viram alvo da perseguição do valentão Pit (Ricky Tavares). Com eles ainda seguem Perpétua (Pathy Dejesus), Cléo (Giselle Policarpo), Carvalho (Rocco Pitanga), Ísis (Louise D'Tuani) e Cris (Maurício Ribeiro), que fundam uma ONG para mutantes refugiados disfarçada de república. As crianças vão estudar no Colégio Novo Ensino, onde trabalha Sofia (Renata Dominguez), uma professora que luta para defender os mutantes e é alvo da obsessão do inescrupuloso playboy Nestor (Léo Rosa), que arma com Armanda (Bianca Castanho) para separá-la de Amadeus (Luciano Szafir). 
Em dado momento, Nestor manda matar Amadeus, porém ele sobrevive e retorna fingindo ser seu irmão gêmeo Bernardo para se vingar de Nestor, Armanda e Sofia, a quem acredita estar envolvida no atentado. Enquanto isso Nati (Maytê Piragibe) e Valente (Marcos Pitombo) continuam fugindo de Ferraz (Juan Alba) e tentando proteger os mutantes que salvarão o futuro da humanidade, Juno (Carla Diaz) e Lúcio (Celso Bernini) – que agora tem 16 anos graças à um crescimento supersônico. Os dois vivem um romance proibido, uma vez que a garota foi morar com a Liga Bandida com o objetivo de convencer a mãe, Bianca (Nanda Ziegler), a seguir para o lado do bem e deixar a Liga Bandida, cujo Gór (Julianne Trevisol), Metamorfo (Sacha Bali), Lino (Mário Frias), Draco (Rômulo Estrela) e Telê (Rômulo Neto) continuam tentando destruir o mundo.

## Exibição
Esteve cotada para ser a substituta de Os Mutantes: Caminhos do Coração e encerrar a reapresentação da trilogia na faixa das 16h em 2020. Com a antecipação do final da mesma e o encerramento da faixa devido aos baixos índices de audiência, a reprise acabou sendo cancelada.

## Elenco
| Intérprete          | Personagem                          |
| ------------------- | ----------------------------------- |
| Renata Dominguez    | Sofia Drummont                      |
| Luciano Szafir      | Amadeus Cordeiro                    |
| Luciano Szafir      | Bernardo Cordeiro                   |
| Bianca Castanho     | Armanda Ponte                       |
| Léo Rosa            | Nestor Camargo                      |
| Maytê Piragibe      | Natália Vanarini Palmieri (Nati)    |
| Marcos Pitombo      | Valente Matoso Rodrigues (Valente)  |
| Juan Alba           | Átila Ferraz (Ferraz)               |
| Julianne Trevisol   | Górgona Mayer (Gór)                 |
| Carla Diaz          | Juno Fischer Matoso                 |
| Rômulo Estrela      | Adriano Valentin (Draco)            |
| Rômulo Arantes Neto | Telê Ribeiras                       |
| Sacha Bali          | Matheus Morpheus (Metamorfo)        |
| Françoise Forton    | Cristina Dorange                    |
| Françoise Forton    | Estela Dorange                      |
| Paulo Figueiredo    | Cirilo Camargo (Camargo)            |
| Sylvia Bandeira     | Isabel Camargo                      |
| Celso Bernini       | Lúcio Figueira Rodrigues            |
| Ricky Tavares       | Aurélio Pitini (Pit)                |
| Cássio Ramos        | Valfredo Pachola (Vavá)             |
| Pedro Malta         | Eugênio Menezes Figueira            |
| Júlia Maggessi      | Ângela Menezes Figueira (Anjinha)   |
| Shaila Arsene       | Clara Menezes Figueira (Clarinha)   |
| Juliana Xavier      | Ágata Magalhães                     |
| Sérgio Malheiros    | Aquiles Magalhães                   |
| Perfeito Fortuna    | Pepe dos Santos Luz                 |
| Andréa Avancini     | Érica Ramos                         |
| Jorge Pontual       | Felipe Matoso                       |
| Nanda Ziegler       | Bianca Fischer (Bibi)               |
| Lígia Fagundes      | Leonor Figueira                     |
| Mário Frias         | Lino Rodrigues                      |
| Diogo Almeida       | Detetive Garcia                     |
| Felipe Folgosi      | Roberto Duarte Montenegro (Beto)    |
| Rafael Calomeni     | Orion                               |
| Gorete Milagres     | Renata                              |
| Adriano Reys        | Tonho Cordeiro                      |
| Rocco Pitanga       | Armando Carvalho Pinto (Carvalho)   |
| Giselle Policarpo   | Cléo Mayer                          |
| Maurício Ribeiro    | Cristiano Pena (Cris)               |
| Pathy Dejesus       | Perpétua Salvador (Mulher-Elétrica) |
| Louise D'Tuani      | Ísis de Almeida (Mulher-Invisível)  |
| Patrícia Werneck    | Marli Nunes (Tornado)               |
| Nathália Limaverde  | Sílvia Camargo                      |
| Élcio Monteze       | Príncipe Melquior de Agartha        |
| Carolina Holanda    | Drª Gabriela de Souza               |
| Paula Palmieri      | Detetive Hiromi                     |
| Milena Ferrari      | Detetive Aline                      |
| Roberta Valente     | Detetive Cláudia                    |
| Mariana Barcellos   | Inta                                |
| Arthur Lopes        | Luciano                             |

### Participações especiais
| Ator             | Personagem               |
| ---------------- | ------------------------ |
| Ítala Nandi      | Drª. Júlia Zaccarias     |
| Cláudio Heinrich | Danilo Mayer (Danilinho) |
| Walmor Chagas    | Dr. Oculto               |
| Déo Garcez       | Benedito Gama (Bené)     |
| Rayana Carvalho  | Mulher—Elástica          |
| Thati Lopes      | Sônica                   |
| Suyane Moreira   | Iara                     |
| Bruna di Tullio  | Mulher-Rã                |
| Antônio Fragoso  | Detetive Ubaldo          |
| Darlene Glória   | Arlete Cordeiro          |
| Emiliano Ruschel | Mimético                 |
| Fátima Freire    | Milena                   |
| Íris Bustamante  | Karen                    |
| Vinicius Zinn    | Juan Ferraz              |
| Rogério Fabiano  | Ezequiel                 |
| Stein Jr.        | Grilo                    |
| Lúcio Andrey     | Chico Fuzil              |
| Jack Berraquero  | Cafuringa                |

## Música
A trilha sonora de Promessas de Amor foi lançada em 23 de abril de 2009.
Lista de faixas
| N.º            | Título                     | Música                           | Tema de                 | Duração |  |
| 1.             | "Ficou no Ar"              | Paulo Cremona                    | Abertura                | 4:46    |  |
| 2.             | "Dito e Feito"             | Fafá de Belém                    | Sofia e Amadeus         | 3:06    |  |
| 3.             | "Joga Fora"                | Catedral                         | Liliana, Silvia e Marli | 3:42    |  |
| 4.             | "Sufoco"                   | Aline Wirley                     | Camargo e Cristina      | 3:36    |  |
| 5.             | "Rio de Janeiro"           | Dumano                           | Geral                   | 4:03    |  |
| 6.             | "Todo Azul do Mar"         | KLB                              | Beto e Aline            | 2:23    |  |
| 7.             | "I Will Be There"          | Mikefoxx                         | Cléo e Carvalho         | 4:32    |  |
| 8.             | "Guerra Silenciosa"        | André Rass                       | Liga Bandida            | 3:42    |  |
| 9.             | "Tudo É Perfeito"          | Perlla                           | Juno e Lúcio            | 3:31    |  |
| 10.            | "Temporale d'amore"        | Ralf                             | Nati e Valente          | 3:43    |  |
| 11.            | "Só Tinha de Ser com Você" | Cláudia Gomes                    | Ísis e Melquior         | 4:50    |  |
| 12.            | "Bem Querer"               | Thiago Costa                     | Juno e Lúcio            | 3:28    |  |
| 13.            | "Deixo"                    | Maria Cristina                   | Sofia                   | 3:11    |  |
| 14.            | "Essa Moça Tá Diferente"   | Bossacucanova e Wilson Simoninha | Armanda                 | 4:09    |  |
| Duração total: | Duração total:             | Duração total:                   | Duração total:          | 57:22   |  |

## Audiência
Promessas de Amor estreou com 12 pontos de média, representando 12 pontos a menos que o primeiro capítulo de sua antecessora, Os Mutantes. Apesar do segundo capítulo marcar 14 pontos, a audiência da novela foi caindo gradativamente devido a aposta no realismo e afastamento da temática mutante, raramente atingindo os dois dígitos. Em 23 de maio a trama registrou apenas 7 pontos, a menor em toda trilogia Mutantes. O último capítulo marcou 11 pontos com picos de 14, o menor resultado de um encerramento de novelas da RecordTV desde a reabertura da teledramaturgia em 2004, tendo média geral de 9, derrubando em 5 pontos a média de Os Mutantes.